# Philosoma
Philosoma är ett Shoot 'em up-spel från 1995, utvecklat av G Artist och utgivet av Sony Computer Entertainment exklusivt för Playstation.

## Om spelet
Philosoma är ett Science Fiction-spel som handlar om en nyligen koloniserad planet vid namn Planet 220, som rapporterar om en katastrofal attack av främmande kraft och behöver assistans. Alpha- och Bravo-gruppen kommer till planetens hjälp, men när de möter sina motståndare i strid försvinner de. Spelaren tar rollen som amatörpiloten D3, samt dennes anförare och piloten Nicolard Michau. Varje karaktär styr rymdskeppet F/A-37 Strega, och de försöker att tillintetgöra det okända hotet. Rymdskeppet har fyra vapen som kan uppgraderas minst tre gånger samt sidovapen som målsökande missiler och raketer.